# Paul Budnitz
Paul Budnitz (Berkeley, 14 settembre 1967) è un imprenditore statunitense, fondatore di Kidrobot, un rivenditore di giocattoli artistici, abbigliamento e accessori, ed Ello, un social network privo di pubblicità.
Inoltre possiede e gestisce Budnitz Bycicles, è autore di parecchi libri, ed è anche fotografo e regista, egli ha fondato una dozzina di aziende.